# Jóannes Eidesgaard
Jóannes Dan Eidesgaard (Tvøroyri, 1951. április 19.) feröeri tanár, politikus, 2004. február 3. és 2008. szeptember 26. között az ország miniszterelnöke. 2008-ban újraválasztották, bár a koalíció összetétele megváltozott, és szeptemberre fel is bomlott. Eidesgaard a Javnaðarflokkurin (Feröeri Szociáldemokrata Párt) elnöke is volt 1996-tól 2011-ig.

## Pályafutása
1977-ben tanári képzettséget szerzett a Føroya Læraraskúliban, majd általános- és középiskolai tanárként dolgozott szülőhelyén 1991-ig, amikor miniszteri posztot kapott. Először 1990-ben választották a Løgting tagjává a szociáldemokraták színeiben a suðuroyi választókörzetben, és azóta mindig újraválasztották. 1996 óta a Javnaðarflokkurin elnöke.

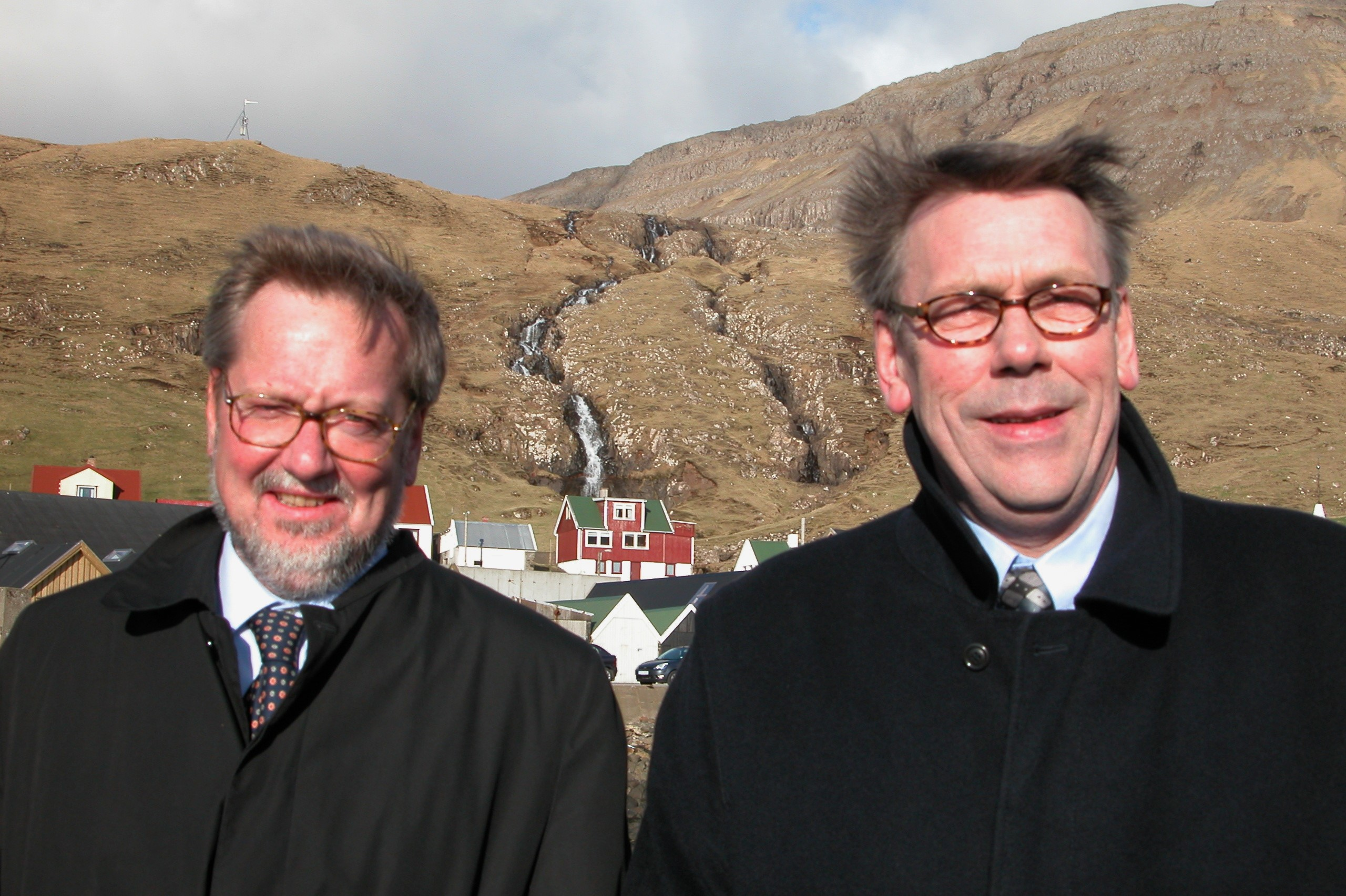
Per Stig Møller dán külügyminiszterrel a Fámjini szerződés aláírásakor, 2005-ben

1991–1996-ig különböző kormányokban töltött be miniszteri tisztséget; volt szociális és egészségügyi, munkaügyi, kulturális, valamint pénzügyminiszter is. 1996–2004-ig pártja ellenzékben volt. 1998-2001-ig Eidesgaard a Folketing két feröeri képviselőjének egyike volt. 2004. február 3-án a Løgting miniszterelnökké választotta és a Javnaðarflokkurin, a Fólkaflokkurin (Néppárt) és a Sambandsflokkurin (Unionista Párt) koalíciós kormányát vezette.
A 2008. január 19-i választások után ismét ő alakított kormányt; a koalíció ezúttal a Javnaðarflokkurin mellett a Tjóðveldiből és a Miðflokkurinból állt. A koalíció azonban még ugyanazon év szeptemberében felbomlott. Szeptember 24-én új koalíció alakult, amelynek tagjai a választások előtt kormányzó pártok – a Javnaðarflokkurin, a Sambandsflokkurin és a Fólkaflokkurin – lettek. A miniszterelnöki poszt körüli viták megoldása érdekében Eidesgaard lemondott, és kompromisszumos megoldásként Kaj Leo Johannesen került a kormány élére.

## Magánélete
Szülei Jona szül. Magnussen Trongisvágurból és Erling Eidesgaard Oyndarfjørðurból. Nős, felesége a froðbai Anita Eidesgaard (szül. Joensen). Két gyermekük van, Erling és Ingun Eidesgaard. 1970-ben érettségizett, majd 1977-ben szerzett tanári diplomát.